# キンバリー・バーガリス
キンバリー・バーガリス（英:Kimberly Ann Bergalis、1968年1月19日 - 1991年12月8日)は、HIVの院内感染で死亡したアメリカ人女性。キンバリー事件の被害者。
1991年9月、アメリカ連邦議会の公聴会に出席し、身に覚えのないままHIVウイルスに感染し、エイズを発症していることを告白した。彼女は敬虔なクリスチャンで、HIVに感染する大きなリスク（不特定多数の性交渉や違法薬物の摂取など）を負っていなかった。調査の結果、19歳当時（1987年）に歯科医院で治療した際、医療器具の使いまわしで院内感染したもの、もしくは故意に感染させられたものと推測された。この歯科医院の医師自身もHIVウイルスのキャリアであり、1990年にエイズで死亡していた。
この院内感染（する可能性がある）事例は、キンバリー事件として医療現場を中心に伝えられることとなった。2013年、オクラホマでも類似の事件が発生し、不十分な滅菌によるHIVの院内感染が確認された。